# As You Like It (1936)
As You Like It (Brasil: Como gosteis / Portugal: Como vos agradar) é um filme britânico de 1936, do gênero comédia, realizado por Paul Czinner e com roteiro baseado na comédia homônima de William Shakespeare.

## Elenco
- Laurence Olivier.... Orlando
- Elisabeth Bergner.... Rosalind
- Felix Aylmer.... duque Frederick